# 光台

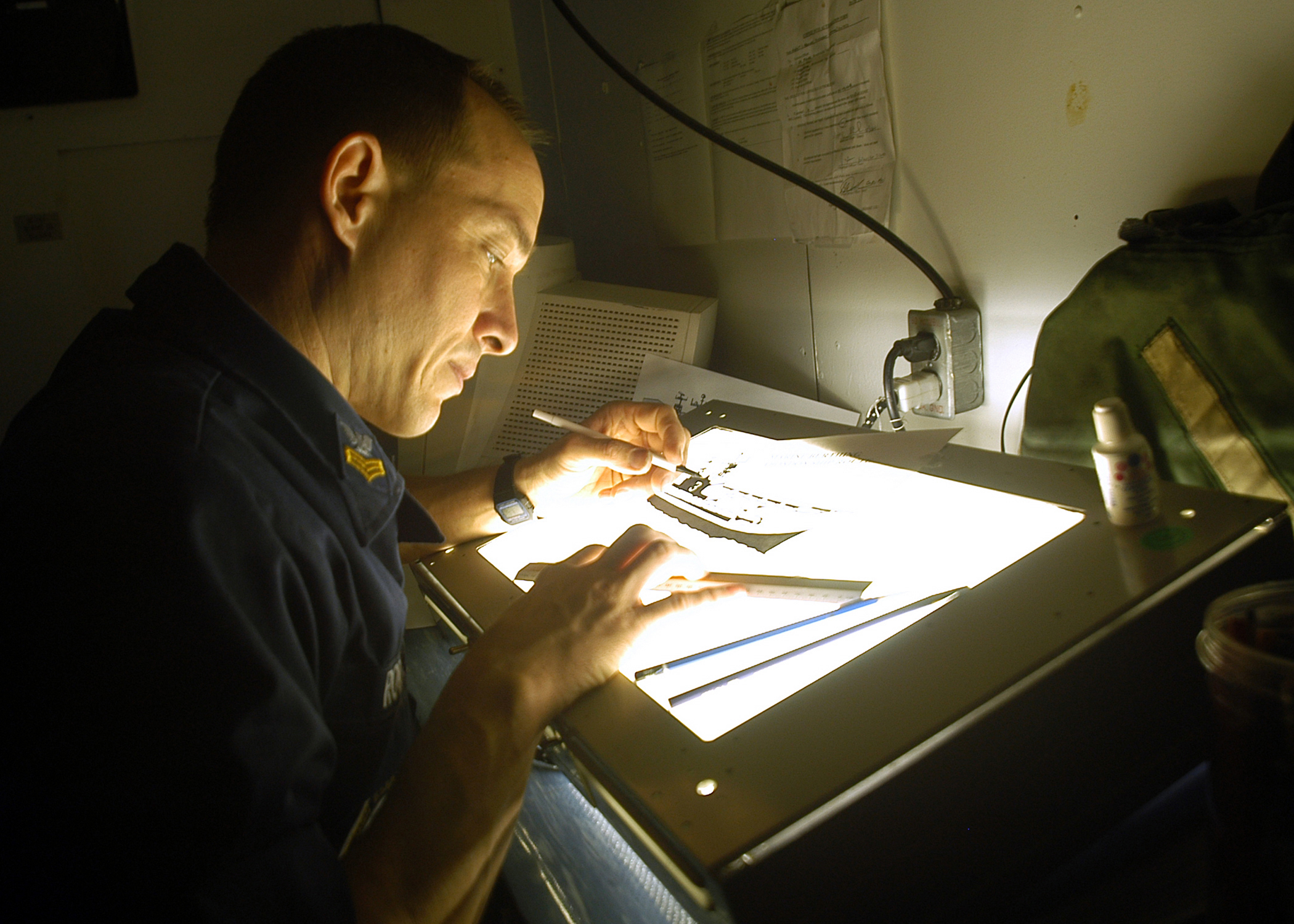
绘图师利用光台

光台 是一种观察设备用于检验放置于其上的相片底片，或者艺术品。它平均的提供亮光透过一个透明的顶板，荧光灯确保最低的热度传递。这种设备也见于医院或医疗设施用以检查X光图像的墙壁上。